# Baireddipalle
Baireddipalle là một mandal thuộc huyện Chittoor, bang Andhra Pradesh.